# Villa Amalia (Neapel)
Die Villa Amalia ist ein Landhaus aus dem 17. Jahrhundert im Viertel Barra von Neapel in der italienischen Region Kampanien. Es liegt im Gebiet der Miglio d’oro an der Via Giovan Battista Vela, 273.

## Geschichte
Die Villa wurde im 17. Jahrhundert als ländliche Wohnstatt erbaut. Letzte Anbauten entstanden zwischen dem Ende des 17. und dem Beginn des 18. Jahrhunderts.

## Beschreibung
Das Haus hat einen L-förmigen Grundriss und zeigt eine lange Fassade, deren Geschosse durch ein Gesims geteilt sind. In der Mitte gibt es ein Rundbogenportal aus Lavagestein, gerahmt durch Lisenen und mit einem Tympanon mit unterbrochenen Abschnitten darüber, das durch einen darüber liegenden Balkon in der Mitte unterbrochen ist. Der Treppenkörper zeigt sowohl zur Straße als auch zum Innenhof hin und dient im oberen Bereich als Belvedere.
An dem zum offenen Land hin zeigenden Teil des Hauses sind noch Spuren des Gebäudes mit bäuerlichem Charakter vorhanden.